# ブリギッド
ブリギッド（Brigit, Brighit, Brid, Briid, Brigid）は、ケルト神話に登場する女神で、キリスト教到来以前に、アイルランドで広く信仰されていた。火、金属細工、豊穣、家畜、作物の実り、そして詩の女神である。その名はアイルランド語で「崇拝される者」あるいは「高貴な者」という称号から来ている。ブリード、ブリーイッド、ブリギッテとも呼ばれる。

## 概説
ブリギッドは、ダグザ（Dagda）の娘であり、後世の伝承では、Senchan Torpeist の妻とされた。女神は単独で考えられていたが、また同時に3人の女神（ブレグ(偽り)、メング(狡猾)、メイベル(醜さ)）でもあった。ブリギッドの祭日は2月1日のインボルクの祭りである。この祭りは、牝牛の乳搾りに関係しており、この種の祭りとして、アイルランドの四大祭の一つでもあった。
ブリギッドは、しばしばローマ神話のミネルウァやウェスタと比較され、またブリテンの偉大な女神であるブリガンティア（Brigantia）と関連付けて考えられた。アイルランドには、ブリギッド、ブリジット（Beigid, Brigit）の名を持つ聖女が十五名いるが、神話のなかの女神であったブリギッドは、またキリスト教の聖女ブリギッドとも見なされた。ウェスタと比較されるように、ブリギッドは処女神であったが、キルデアの聖ブリギッドとしては、豊穣の女神の側面が強調された。
ブリギッドはフォモール族（Fomorians）のブレス（Bres）の妻である。

## 家族関係
Tuireannによると、ブリギッドはCreidne、Luchataine、ゴヴニュ（Goidniu）の母親である。